# Ongaro (cognome)
Ongaro è un cognome di lingua italiana.

## Varianti
Dell'Ongaro, Ongarato, Ongarelli, Ongari, Ungarelli, Ungaretti, Ungari, Ungaro, Ungherelli, Ungherese, Ungheria.

## Origine e diffusione
Cognome tipicamente panitaliano, è presente prevalentemente nel Triveneto.
Potrebbe derivare dal prenome Ungaro, dal significato di "proveniente dall'Ungheria".
La variante Ongarato è veneziano; Dell'Ongaro e Ungaro sono centro-meridionali.

## Persone
- Alberto Ongaro – scrittore italiano
- Antonio Ongaro – poeta italiano, autore dell'Alceo
- Fabio Ongaro – rugbista italiano